# Hermann Barth (Pfarrer)
Hermann Wilhelm Gottfried Barth (* 30. April 1866 in Luxemburg; † 6. Juni 1946 in Ruhlsdorf) war ein deutscher evangelischer Pfarrer und Autor.

## Leben

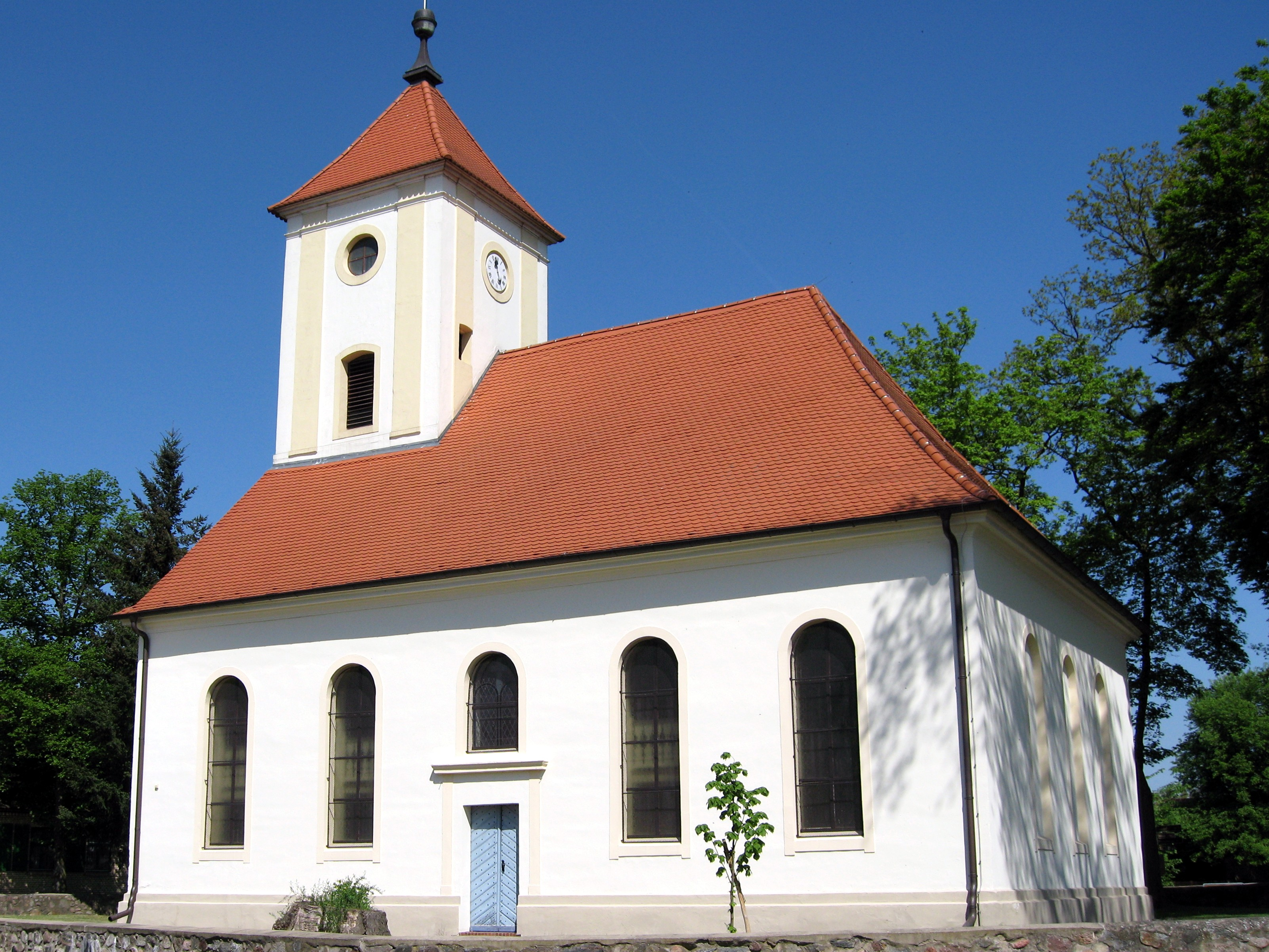
Dorfkirche Ruhlsdorf – Wirkungsstätte von Hermann Barth

Er war der Sohn des Garnisonverwaltungsoberinspektor Gottfried Barth (* 9. März 1836 in Aschersleben; † 24. September 1897 in Minden in Westfalen) und dessen Ehefrau Emma geborene Stein aus Magdeburg. Nach dem Besuch des Lyzeums in Metz studierte er Theologie an den Universitäten Leipzig und Göttingen. Danach wurde Hermann Barth Mitglied des Domkandidatenstifts Berlin.
Am 3. Oktober 1890 erfolgte seine Ordination als Vikar in Mörz. Nur wenig später, am 1. März 1891, wurde er Pfarrer von Ruhlsdorf und dem eingepfarrten Marienwerder im Landkreis Niederbarnim. 1912 ging er einige Zeit nach Italien, wo er Pfarrer der deutschen Gemeinde in Rapallo wurde. Im Ersten Weltkrieg wirkte Barth als Leiter der Zentrale für Pressepropaganda der Reichsbank für die Provinz Brandenburg. Daneben war er in der Lazarettseelsorge tätig. 
Hermann Barth war Vorstand des Deutschen Bundes zur Förderung der Hindenburg-Heimstätten für Waisenkinder in Ruhlsdorf. Der von ihm geleitete Bund erhielt 1915 einen Prozess wegen unerlaubter Sammlung von Geldspenden durch Mitgliederwerbung für den Bau eines Waisenhauses in Ruhlsdorf. Daraufhin wurde der Bund 1919 liquidiert und Hermann Barth musste das Restvermögen an das Direktorium des Potsdamer Großen Militärwaisenhauses überweisen.
Im Dezember 1924 ging er in den Ruhestand und intensivierte seine wissenschaftlichen und literarischen Studien. Er unternahm mehrere Vortragsreisen.
Seine 1933 erschienene Publikation Sonnenwende wurde 1948 auf die Liste der auszusondernden Literatur der Deutschen Verwaltung für Volksbildung in der sowjetischen Besatzungszone gesetzt.

## Familie
Am 11. März 1891 heiratete er Marie Charlotte Caroline geborene Lindenkohl, Tochter des Rektors Adolf Lindenkohl aus Göttingen.

## Werke (Auswahl)
- Johann Sebastian Bach. Ein Lebensbild, Berlin, 1901.
- Geschichte der geistlichen Musik. Hamburg, 1903.
- Sonnenwende, Berlin: Schmidt, 1933.
- Aus dem Gesetz zum Glauben. Reden über den Brief an die Galater, Siegen, 1938.
- Christus ist die Mitte. Rembrandts Hundertguldenblatt der Christenheit erklärt, Siegen, 1939.
- Predige das Wort. Auslegung der Heiligen Schrift in Predigten. Vierter Band. Lukas-Evangelium, Siegen, 1940.